# Standing on the Shoulder of Giants
Standing on the Shoulder of Giants je čtvrté studiové album anglické rockové kapely Oasis. Bylo vydáno 28. února 2000.

## Seznam skladeb
Autorem skladeb je Noel Gallagher, pokud není uvedeno jinak.
| Pořadí | Název                            | Délka |
| ------ | -------------------------------- | ----- |
| 1.     | Fuckin' in the Bushes            | 3:18  |
| 2.     | Go Let It Out                    | 4:39  |
| 3.     | Who Feels Love?                  | 5:44  |
| 4.     | Put Yer Money Where Yer Mouth Is | 4:27  |
| 5.     | Little James (Liam Gallagher)    | 4:15  |
| 6.     | Gas Panic!                       | 6:08  |
| 7.     | Where Did It All Go Wrong?       | 4:26  |
| 8.     | Sunday Morning Call              | 5:12  |
| 9.     | I Can See a Liar                 | 3:13  |
| 10.    | Roll It Over                     | 6:31  |

## Obsazení
Oasis
- Liam Gallagher – hlavní vokály, tamburína
- Noel Gallagher – kytara, doprovodné vokály, hlavní vokály ve „Where Did It All Go Wrong?“ a „Sunday Morning Call“, baskytara, klávesy
- Alan White – bicí, perkuse

Další hudebníci
- Paul Stacey – klávesy, další sólová kytara ve „Fuckin' in the Bushes“, kytara v „Who Feels Love?“, baskytara v „Who Feels Love?“, „Gas Panic!“, „I Can See a Liar“ a „Roll It Over“, další akustická kytara ve „Where Did It All Go Wrong?“, kytarové sólo v „Roll It Over“
- P. P. Arnold – doprovodné vokály ve „Fuckin' in the Bushes“, „Put Yer Money Where Yer Mouth Is“ a „Roll It Over“
- Linda Lewis – doprovodné vokály ve „Fuckin' in the Bushes“, „Put Yer Money Where Yer Mouth Is“ a „Roll It Over“
- Mark Coyle – elektrický sitár v „Put Yer Money Where Yer Mouth Is“, dvanáctistrunná akustická kytara v „Little James“
- Mark Feltham – harmonika v „Gas Panic!“
- Tony Donaldson – minimoog a mellotron v „Gas Panic!“
- Charlotte Glasson – flétna v „Gas Panic!“